# 元朗鄉郊東
元朗鄉郊東（英語：Yuen Long Rural East，代號M2）是現時香港元朗區議會下轄的雙議席選區，於2023年改制後設立。

## 範圍
現時選區包括十八鄉、新田、錦田及八鄉，為元朗區東及南面的鄉郊，與其接壤的選區有元朗市中心、天水圍南及屏廈選區、荃灣區議會的荃灣西北、荃灣東南選區、屯門區議會的屯門東、屯門北選區、北區區議會的紅花嶺選區以及大埔區議會的大埔南選區。
投票站設有十三個，分別位於凹頭元朗官立小學、崇正新村殷翠幼稚園、大棠香港童軍總會蔡志明聯光童軍中心、紅棗田村村公所、屏山工業福音團契元朗惠群天地、可道中學（嗇色園主辦）、香港青年協會洪水橋青年空間、港澳信義會黃陳淑英紀念學校、新田惇裕學校、艾蒙特國際幼稚園、聖公會聖約瑟小學、八鄉橫台山村公所、前石湖學校。

## 沿革
2023年香港選舉改革將區議會所有單議席選區取消，元朗區定為四個雙議席選區，共選出八席民選議員。元朗鄉郊東選區由原有單議席的十八鄉東、十八鄉西、屏山南、洪福、錦綉花園、新田、錦田、八鄉北、八鄉南選區合併而成。
2023年區議會選舉，估算人口有170,741人，選民有80,193人，吸引到三人參選。

## 歷屆議員
| 選區名稱   | 屆別           | 議員   | 政治聯繫 | 政治聯繫 | 議員   | 政治聯繫 | 政治聯繫         |
| ---------- | -------------- | ------ | -------- | -------- | ------ | -------- | ---------------- |
| 元朗鄉郊東 | 2024年－2027年 | 徐君紹 |          | 民建聯   | 梁明堅 |          | 城鄉居民共和協會 |

## 歷屆選舉結果
| 政党   | 政党             | 候选人    | 票数   | %      | ± |
| ------ | ---------------- | --------- | ------ | ------ | - |
|        | 城鄉居民共和協會 | ①. 梁明堅 | 10,401 | 47.50% |   |
|        | 經民聯           | ②. 張弓發 | 5,047  | 23.05% |   |
|        | 民建聯           | ③. 徐君紹 | 6,447  | 29.44% |   |
| 多数票 | 多数票           | 多数票    | 1,400  | 6.39%  |   |

## 資料來源
1. ↑   (PDF).   [2023年8月23日]. （原始内容 (PDF)存档于2023年10月20日） （繁体中文）.
2. ↑   (PDF).   [2023年11月17日].
3. ↑   (PDF). 選舉管理委員會. 2023-07-11  [2023-08-23]. （原始内容存档 (PDF)于2023-10-14）.
4. ↑   (PDF).   [2023-11-19]. （原始内容存档 (PDF)于2023-11-16）.
5. ↑   (PDF).   [2023-08-23]. （原始内容存档 (PDF)于2023-10-20）.
6. ↑   (PDF).   [2023-11-17].